# Belozem
Belozem (Bulgaars: Белозем) is een dorp in Bulgarije. Het dorp is gelegen in de gemeente Rakovski, oblast Plovdiv. Het dorp ligt hemelsbreed 24 kilometer ten noordoosten van Plovdiv en 151 kilometer ten zuidoosten van Sofia.

## Bevolking
Op 31 december 2020 telde het dorp Belozem 3.680 inwoners. Het aantal inwoners vertoont al vele jaren een dalende trend: in 1965 had het dorp nog 5.132 inwoners.
|  |

In het dorp wonen voornamelijk etnische Bulgaren. In de optionele volkstelling van 2011 identificeerden 3.058 van de 3.173 ondervraagden zichzelf als etnische Bulgaren, oftewel 96,4%. Het overige deel van de bevolking bestond vooral uit etnische Roma.
| Etnische samenstelling van de respondenten (2011) | Etnische samenstelling van de respondenten (2011) | Etnische samenstelling van de respondenten (2011) | Etnische samenstelling van de respondenten (2011) | Etnische samenstelling van de respondenten (2011) |
| ------------------------------------------------- | ------------------------------------------------- | ------------------------------------------------- | ------------------------------------------------- | ------------------------------------------------- |
|                                                   |                                                   |                                                   |                                                   |                                                   |
| Bulgaren                                          | Bulgaren                                          |                                                   | 96,4%                                             | 96,4%                                             |
| Turken                                            | Turken                                            |                                                   | 0,1%                                              | 0,1%                                              |
| Roma                                              | Roma                                              |                                                   | 3,0%                                              | 3,0%                                              |
| Anders/Onbekend                                   | Anders/Onbekend                                   |                                                   | 0,5%                                              | 0,5%                                              |

## Afbeeldingen

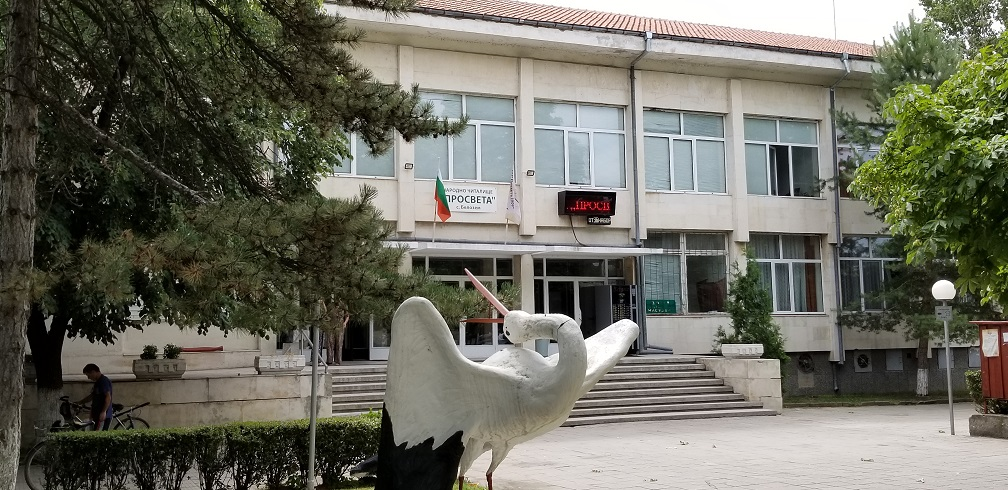
Het gemeenschapscentrum
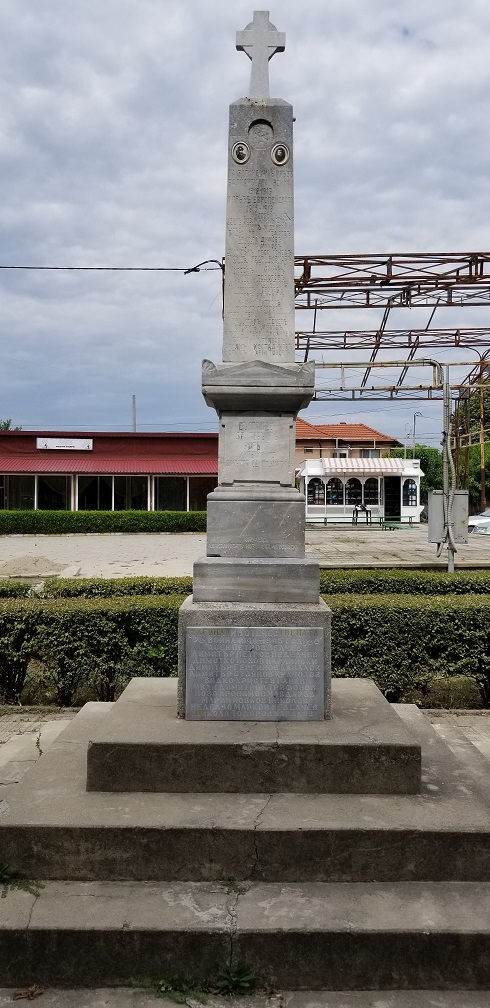
Een herdenkingsmonument
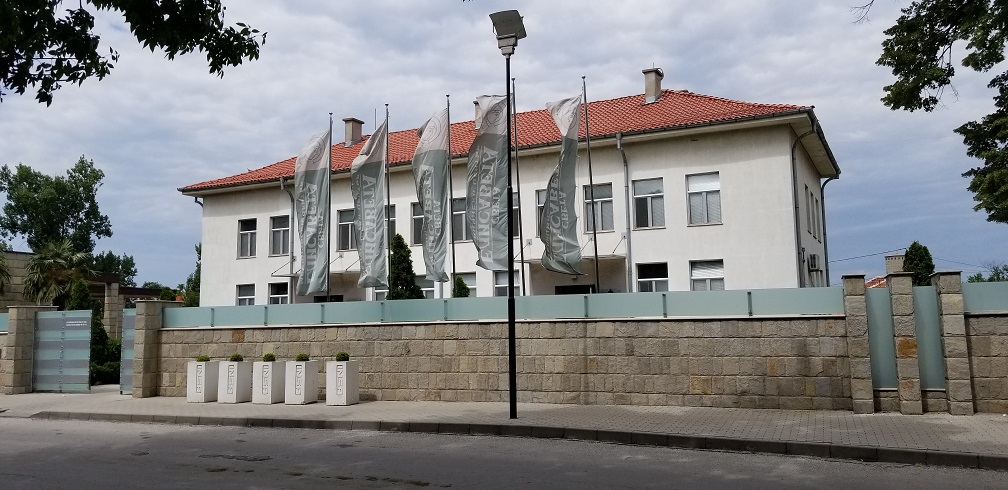
Het gezondheidscentrum

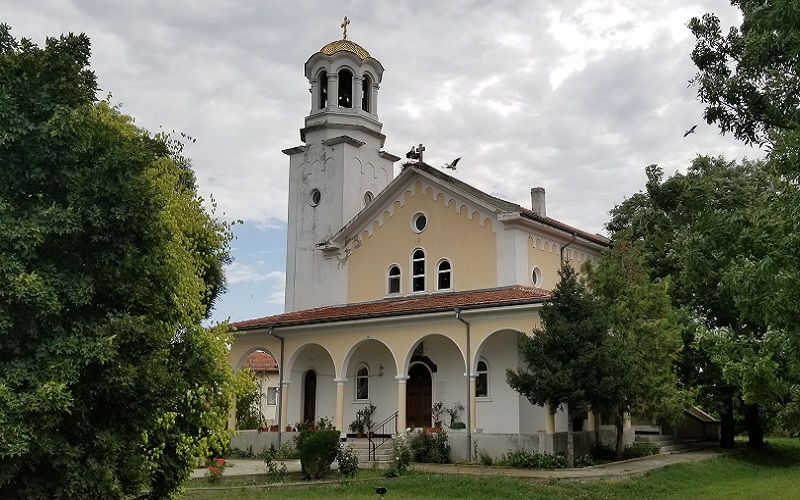
De Sint-Georgiuskerk
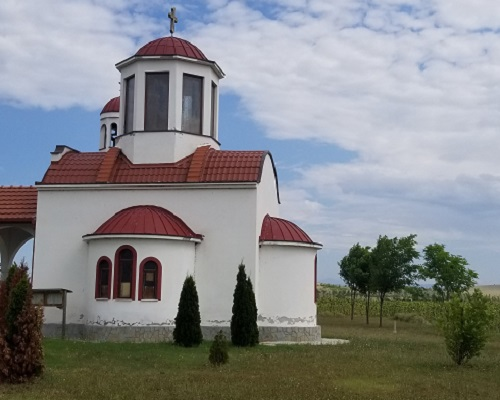
De Maria-Geboortekerk
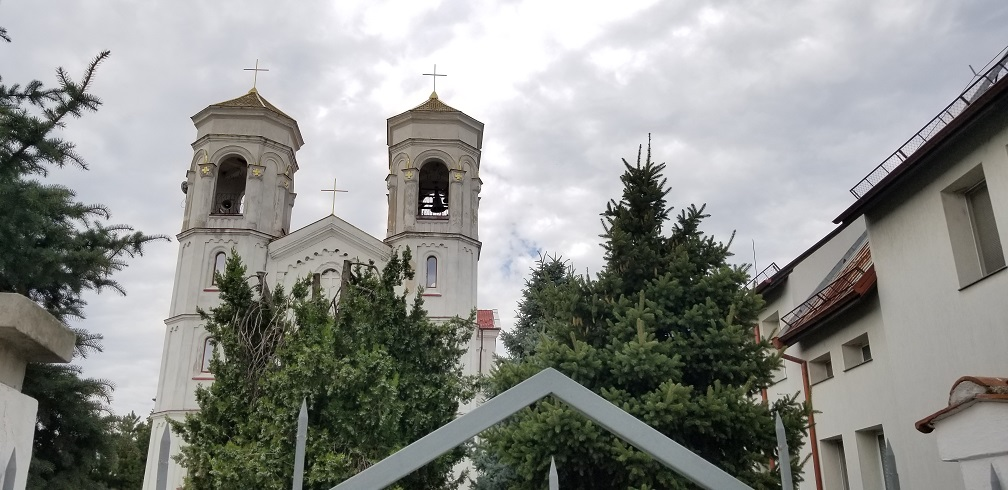
De Franciscus van Assisikerk

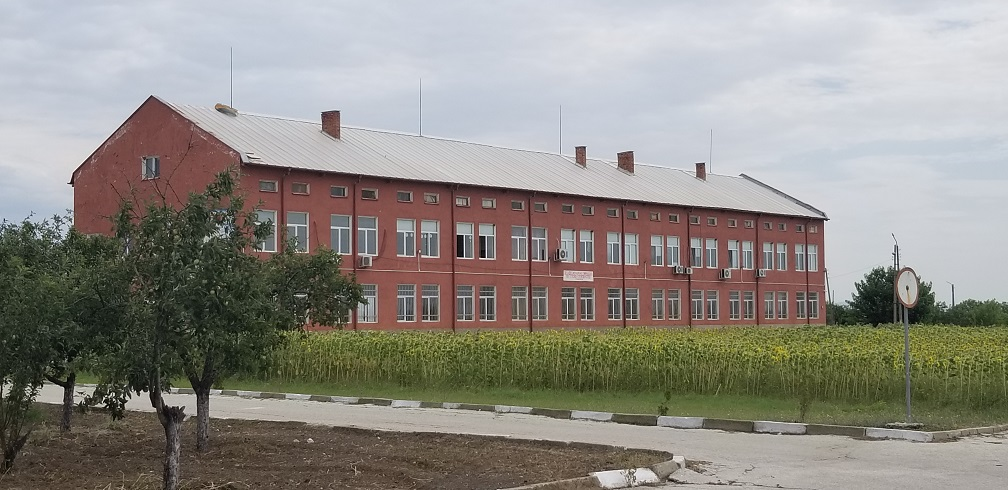
De middelbare school
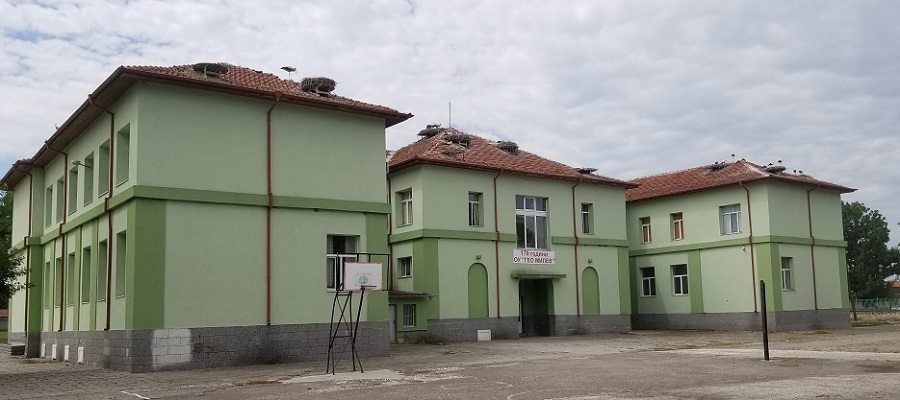
De basisschool
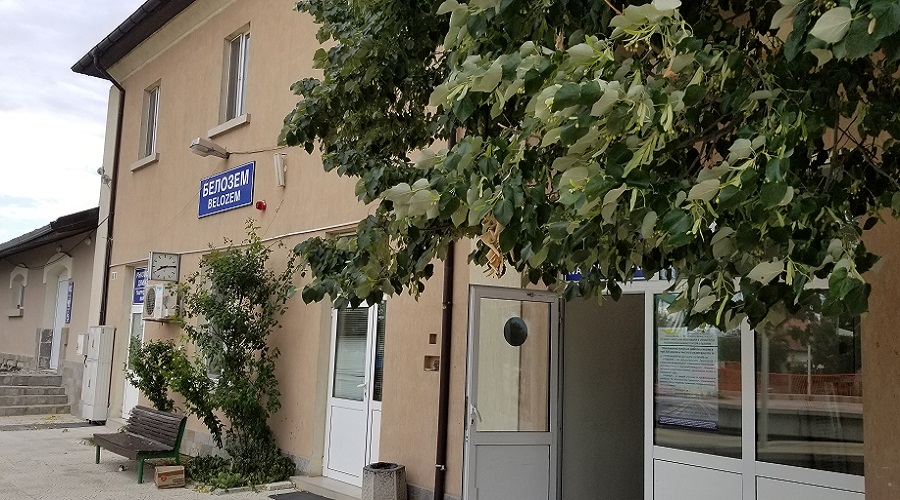
Het treinstation